# Berdeniella thermalis
Berdeniella thermalis és una espècie d'insecte dípter pertanyent a la família dels psicòdids que es troba a Europa, als Alps.